# Sikandar Begum
Sikandar Begum, nota anche come Sikander (Bhopal, 10 settembre 1817 – Bhopal, 30 ottobre 1868), fu begum di Bhopal dal 1860 al 1868.

## Biografia

### I primi anni
Sikandar nacque a Gauhar Mahal nello stato di Bhopal, il 10 settembre 1817. I suoi genitori, Nasir Muhammad Khan e Qudsia Begum, erano sovrani nello stato.

### Il governo
Il 3 gennaio 1847, la figlia di Sikandar Begum, Shah Jahan Begum, di appena nove anni, ascese al trono di Bhopal. Joseph Davey Cunningham, agente politico del governatore generale dell'India, ad ogni modo, annunciò il 27 luglio di quello stesso anno che Sikandar avrebbe svolto il ruolo di reggente per la figlia sino al raggiungimento della sua maggiore età.
Nel corso dei moti Sepoy del 1857, Sikandar scelse di schierarsi con gli inglesi. Per evitare ribellioni nello stato di Bhopal, la reggente bandì la pubblicazione e la circolazione di pamphlets anti-britannici, rafforzando il lavoro della sua intelligence di stato e diminuì il numero dei disertori. Nell'agosto di quello stesso anno, ad ogni modo, un gruppo di sepoy attaccò la guarnigione inglese di Sehore e quella di Berasia, creando danni anche ai villaggi vicini, effetto che andò a ripercuotersi sulla sua immagine di regnante che a tutti i costi aveva voluto mantenere l'alleanza con i coloni inglesi. Quando i sepoy giunsero attorno al palazzo reale nel dicembre di quell'anno, Sikandar inviò suo genero, Umrao Daulah, a negoziare con loro. I soldati terminarono l'assedio quando la reggente annunciò ufficialmente che lo stato avrebbe incrementato i salari della milizia. Nel 1861, Sikandar ricevette in premio l'insegno di Dama Gran Commendatore dell'ordine della Stella d'India per la sua fedeltà al governo britannico e per la prontezza nella repressione dei moti. Gli inglesi riconobbero inoltre a Sikandar il titolo di begum di Bhopal il 30 settembre 1860, de facto esautorando la figlia dal trono.
A livello personale si dedicò ampiamente alla caccia alla tigre, a giocare a polo e fu un'ottima spadaccina, arciere e lanciere. Sikandar comandava personalmente il suo esercito e più volte durante l'anno compiva ispezioni a sorpresa negli uffici di governo, nella zecca e nel tesoro di stato.

#### Hajj
Nel 1863, Sikandar fu la prima monaca indiana a compiere l'Hajj, il tradizionale pellegrinaggio dei musulmani a La Mecca. Accompagnata da circa 1000 persone (in gran parte donne), Sikandar si mise in viaggio, stendendo anche un diario in lingua urdu che venne poi pubblicato nel 1870 anche nella traduzione inglese. Le sue memorie sono ancora oggi un documento significativo per la situazione delle città di La Mecca e Jeddah dell'epoca, che la regina definì "sporche" e per gli arabi ed i turchi che vi abitavano che la sovrana indicò come "incivili" e "senza alcuna conoscenza religiosa".
Come sua madre Qudsia Begum, Sikandar fu una devota musulmana, ma ad ogni modo non indossò mai il niqab (velo sul volto) né praticò la purdah (female seclusion).

#### Le riforme
Sikandar fu la prima monarca di Bhopal a dividere lo stato in tre distretti ed in 21 sotto-distretti. Riuscì inoltre a risanare completamente i conti dello stato ripagandone i debiti oltre ad istituire un segretariato di stato, una zecca, un primo servizio postale che metteva in connessione il suo stato col resto dell'India ed una corte d'appello di stato.
Fondò inoltre la Victoria School per ragazze e promosse largamente l'insegnamento dell'urdu e dell'hindi nelle scuole di tutto lo stato.
Sikandar istituì inoltre nel 1847 un Majlis-e-Shoora (parlamento), costituito perlopiù da nobili e da intellettuali, con l'idea di ampliare le proposte di legge del suo stato. Nel 1862, rimpiazzò il persiano con l'urdu come lingua di corte.

#### Architettura
Sikandar fece costruire una moschea di mattoni di arenaria rossi nota col nome di Moti Masjid, e fece costruire i palazzi di Moti Mahal e Shaukat Mahal. Quest'ultimo edificio venne realizzato con una commistione di stili europei e indo-islamici, con alcuni elementi gotici.

#### Gli ultimi anni
Sikandar Begum morì di insufficienza renale il 30 ottobre 1868. Venne sepolta a Farhat Afza Bagh e venne succeduta da sua figlia come regnate di Bhopal.

## Matrimonio e figli
Il 18 aprile 1835, Sikandar sposò il nawab Jahangir Mohammad Khan. La coppia ebbe un'unica figlia, Shah Jahan.